# Sainte-Christine (Puy-de-Dôme)
Pour les articles homonymes, voir Sainte-Christine.

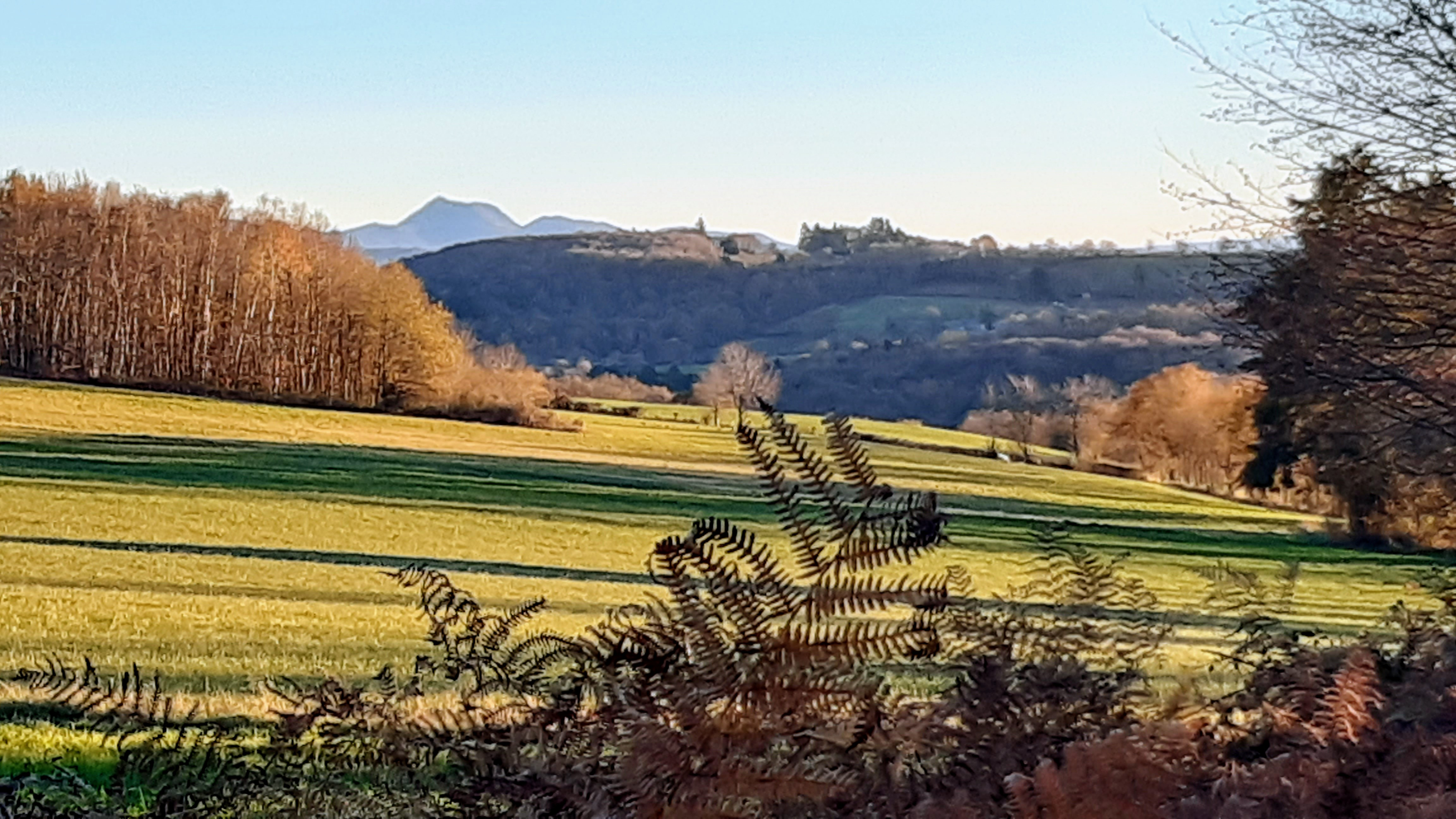
Depuis le haut du village de Sainte-Christine, vue du puy de Dôme

Sainte-Christine est une commune française, située dans le département du Puy-de-Dôme en région Auvergne-Rhône-Alpes.

## Géographie
La commune possède 11 hameaux et lieux-dits :
- Barbouly
- Garde
- Gouzinat
- Le Vernet
- Les Abouranges[1]
- Les Gannes
- Les Sandes
- Les Tuileries
- Loutre
- Miallet
- Montaligère

L'étang des Planches se trouve à côté des Abouranges.
Ses communes limitrophes sont :
| La Cellette (Puy-de-Dôme) | Teilhet                  | Neuf-Église     |
| Gouttières                | Sainte-Christine         | Lisseuil        |
|                           | Saint-Gervais-d'Auvergne | Ayat-sur-Sioule |

La commune est traversée par les routes départementales 99 (passant au centre-bourg) et 987 (ancienne route nationale 687, axe de Saint-Éloy-les-Mines à Saint-Gervais-d'Auvergne).

### Climat
Pour des articles plus généraux, voir Climat d'Auvergne-Rhône-Alpes et Climat du Puy-de-Dôme.
En 2010, le climat de la commune est de type climat des marges montargnardes, selon une étude du Centre national de la recherche scientifique s'appuyant sur une série de données couvrant la période 1971-2000. En 2020, Météo-France publie une typologie des climats de la France métropolitaine dans laquelle la commune est exposée à un climat de montagne ou de marges de montagne et est dans la région climatique  Ouest et nord-ouest du Massif Central, caractérisée par une pluviométrie annuelle de 900 à 1 500 mm, maximale en automne et en hiver. 
Pour la période 1971-2000, la température annuelle moyenne est de 9,1 °C, avec une amplitude thermique annuelle de 14,9 °C. Le cumul annuel moyen de précipitations est de 911 mm, avec 11,7 jours de précipitations en janvier et 7,9 jours en juillet. Pour la période 1991-2020, la température moyenne annuelle observée sur la station météorologique de Météo-France la plus proche, « Saint-Gervais-d'Auvergne », sur la commune de Saint-Gervais-d'Auvergne à 4 km à vol d'oiseau, est de 9,8 °C et le cumul annuel moyen de précipitations est de 825,6 mm,. Pour l'avenir, les paramètres climatiques de la commune estimés pour 2050 selon différents scénarios d'émission de gaz à effet de serre sont consultables sur un site dédié publié par Météo-France en novembre 2022.

## Urbanisme

### Typologie
Au 1er janvier 2024, Sainte-Christine est catégorisée commune rurale à habitat très dispersé, selon la nouvelle grille communale de densité à sept niveaux définie par l'Insee en 2022.
Elle est située hors unité urbaine et hors attraction des villes,.

### Occupation des sols
L'occupation des sols de la commune, telle qu'elle ressort de la base de données européenne d’occupation biophysique des sols Corine Land Cover (CLC), est marquée par l'importance des territoires agricoles (73,6 % en 2018), en diminution par rapport à 1990 (74,5 %). La répartition détaillée en 2018 est la suivante : prairies (57 %), forêts (26,4 %), zones agricoles hétérogènes (16,6 %). L'évolution de l’occupation des sols de la commune et de ses infrastructures peut être observée sur les différentes représentations cartographiques du territoire : la carte de Cassini (XVIIIe siècle), la carte d'état-major (1820-1866) et les cartes ou photos aériennes de l'IGN pour la période actuelle (1950 à aujourd'hui).

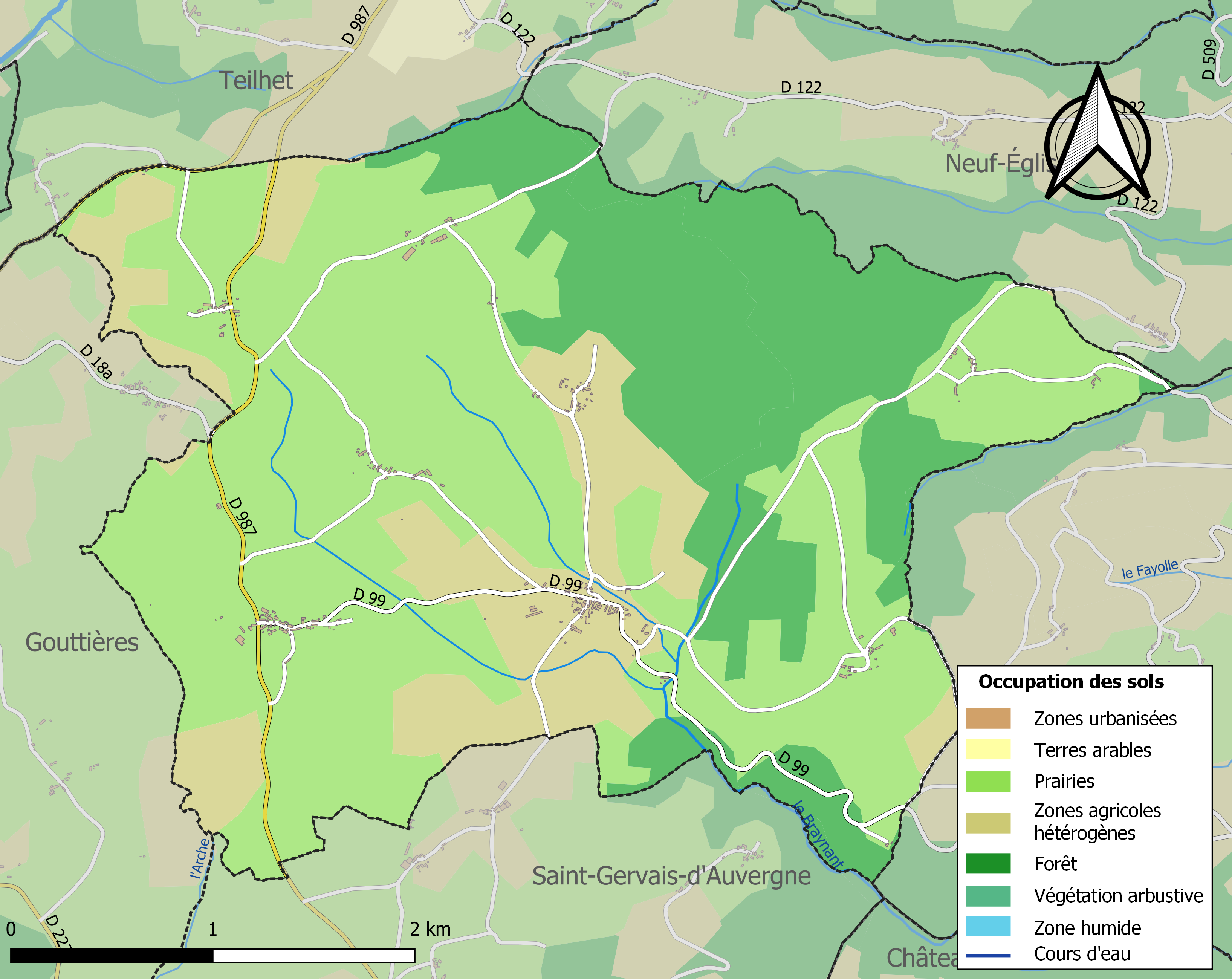
Carte des infrastructures et de l'occupation des sols de la commune en 2018 (CLC).

## Toponymie
La commune se nomme Santa Cristina dans le parler bourbonnais croissantais local. Sainte-Christine fait, en effet, partie du Croissant, zone où se mélange la langue occitane avec la langue d'oïl. Des collectages y ont, par ailleurs, été fait dans le cadre de l'Atlas sonore des langues régionales du CNRS,,,.

## Hydrologie
Le ruisseau du Braynant se forme sur les zones collinaires hautes de la commune de Sainte-Christine (Principalement le secteur de l'étang des planches et à proximité des hameaux des Sandes, Montaligère et Garde), avant de s'enfoncer dans le vallon du Braynant qui passe sous Ayat-sur-Sioule, et finit par se déverser dans la Sioule vers l'ancien moulin du Braynant en limite de la commune de Chateauneuf-les-Bains.
Ce ruisseau subit ces dernières années de périodes estivales plus sèches, concourant au tarissement récurrent du Braynant sur les mois de juillet - août - septembre

## Histoire
Lors de la seconde guerre mondiale, la commune de Sainte-Christine qui faisait partie de la zone 13 de la résistance, se vit le terrain de ce mouvement d'action. L'ancien moulin Pialet (vallon du Braynant sous le hameau de Chazelette - commune de Saint-Gervais-d'Auvergne), permit à une poignée de résistants de se réfugier, et fut nommé Maquis de Chazelette. À la suite d'une dénonciation et devant l'imminence d'une action de police, ces hommes durent fuir le 9 août 1943 vers le nouveau site que fut le Camp Nestor Perret - Commune de Saint-Julien-la-Geneste.
Ce camp regroupait 22 hommes à cette date.

## Politique et administration

### Découpage territorial
La commune de Sainte-Christine est membre de la communauté de communes du Pays de Saint-Éloy, un établissement public de coopération intercommunale (EPCI) à fiscalité propre créé le 1er janvier 2017 dont le siège est à Saint-Éloy-les-Mines. Ce dernier est par ailleurs membre d'autres groupements intercommunaux. Jusqu'au 31 décembre 2016, elle faisait partie de la communauté de communes Cœur de Combrailles.
Sur le plan administratif, elle est rattachée à l'arrondissement de Riom, à la circonscription administrative de l'État du Puy-de-Dôme et à la région Auvergne-Rhône-Alpes. Elle faisait partie du canton de Saint-Gervais-d'Auvergne jusqu'en mars 2015.
Sur le plan électoral, elle dépend du canton de Saint-Éloy-les-Mines pour l'élection des conseillers départementaux, depuis le redécoupage cantonal de 2014 entré en vigueur en 2015, et de la deuxième circonscription du Puy-de-Dôme pour les élections législatives, depuis le dernier découpage électoral de 2010 (sixième circonscription avant 2010).

### Élections municipales et communautaires

#### Élections de 2020
Le conseil municipal de Sainte-Christine, commune de moins de 1 000 habitants, est élu au scrutin majoritaire plurinominal à deux tours avec candidatures isolées ou groupées et possibilité de panachage. Compte tenu de la population communale, le nombre de sièges à pourvoir lors des élections municipales de 2020 est de 11. La totalité des candidats en lice est élue dès le premier tour, le 15 mars 2020, avec un taux de participation de 64,18 %.

#### Chronologie des maires

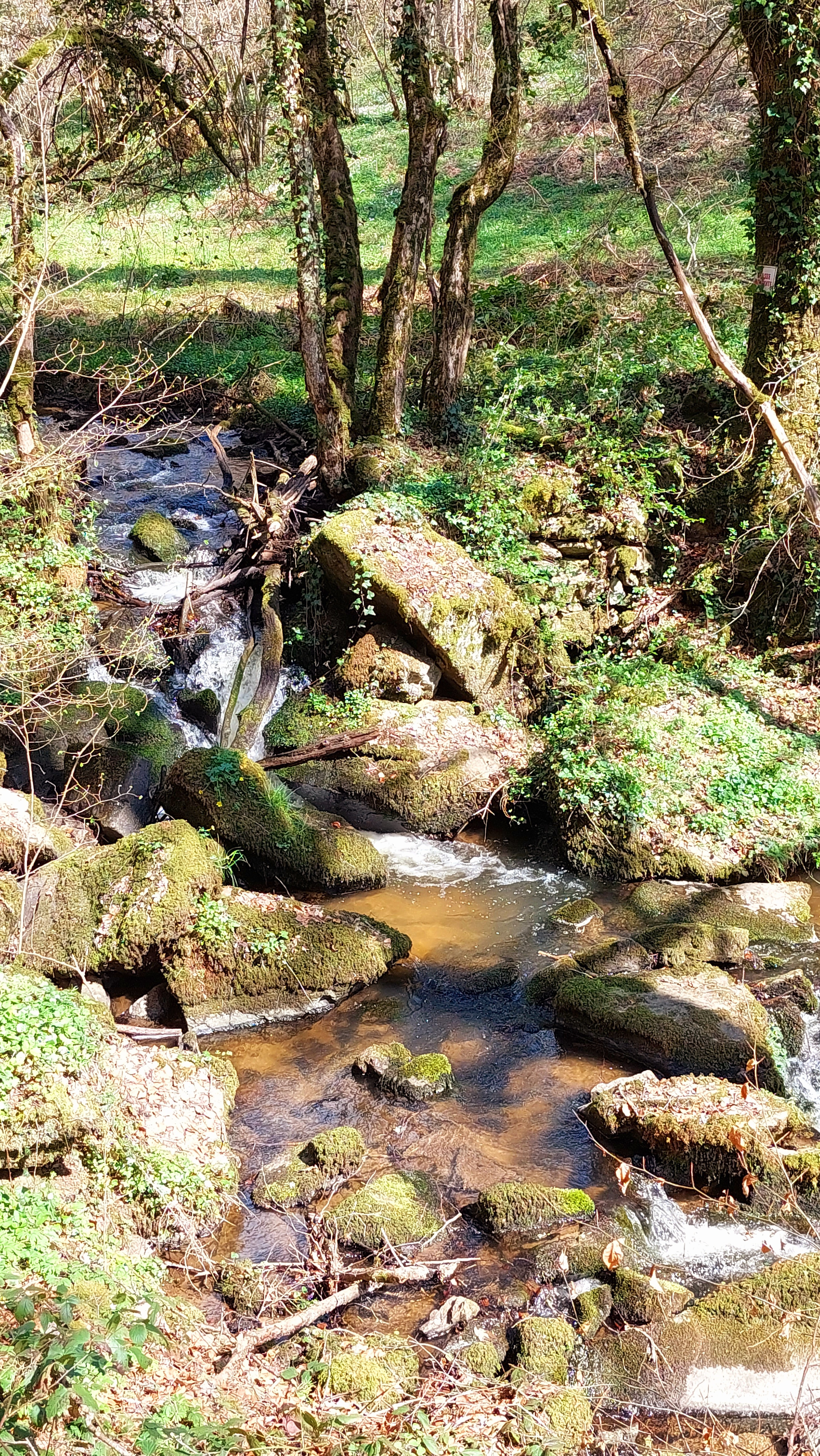
Vallon du Braynant

| Période                                  | Période                       | Identité        | Étiquette | Qualité     |
| ---------------------------------------- | ----------------------------- | --------------- | --------- | ----------- |
| Les données manquantes sont à compléter. |                               |                 |           |             |
| mars 2008                                | En cours (au 15 octobre 2021) | Jacques Thomas, |           | Agriculteur |

## Population et société

### Démographie
L'évolution du nombre d'habitants est connue à travers les recensements de la population effectués dans la commune depuis 1793. Pour les communes de moins de 10 000 habitants, une enquête de recensement portant sur toute la population est réalisée tous les cinq ans, les populations de référence des années intermédiaires étant quant à elles estimées par interpolation ou extrapolation. Pour la commune, le premier recensement exhaustif entrant dans le cadre du nouveau dispositif a été réalisé en 2005.

En 2022, la commune comptait 124 habitants, en évolution de −5,34 % par rapport à 2016 (Puy-de-Dôme : +2,1 %, France hors Mayotte : +2,11 %).
| 1793 | 1800 | 1806 | 1821 | 1831 | 1836 | 1841 | 1846 | 1851 |
| ---- | ---- | ---- | ---- | ---- | ---- | ---- | ---- | ---- |
| 415  | 285  | 517  | 501  | 500  | 504  | 533  | 593  | 527  |

| 1856 | 1861 | 1866 | 1872 | 1876 | 1881 | 1886 | 1891 | 1896 |
| ---- | ---- | ---- | ---- | ---- | ---- | ---- | ---- | ---- |
| 506  | 462  | 482  | 477  | 475  | 460  | 457  | 470  | 468  |

| 1901 | 1906 | 1911 | 1921 | 1926 | 1931 | 1936 | 1946 | 1954 |
| ---- | ---- | ---- | ---- | ---- | ---- | ---- | ---- | ---- |
| 487  | 472  | 440  | 394  | 363  | 329  | 339  | 299  | 254  |

| 1962 | 1968 | 1975 | 1982 | 1990 | 1999 | 2005 | 2006 | 2010 |
| ---- | ---- | ---- | ---- | ---- | ---- | ---- | ---- | ---- |
| 225  | 211  | 177  | 177  | 151  | 133  | 141  | 139  | 157  |

| 2015 | 2020 | 2022 | - | - | - | - | - | - |
| ---- | ---- | ---- | - | - | - | - | - | - |
| 133  | 127  | 124  | - | - | - | - | - | - |

L'impact de l'évolution de la population dans l'histoire est visible aujourd'hui sur le territoire de la commune.
La population a culminé à 500-600 habitants vers 1820-1850, et l'empreinte des habitations était alors plus marquée qu'à ce jour. Typiquement, les hameaux de Barbouly ou Montaligère comportaient vers 1834 une petite dizaine d'habitations par hameau
Aujourd'hui, ces hameaux comportent respectivement 4 habitations plus bâtiments d'élevage (Barbouly), et 2 maisons à Montaligère.

## Culture locale et patrimoine

### Lieux et monuments
- Menhirs de Barbouly : deux menhirs, classés au titre des monuments historiques en 1982[35].
- Église Sainte-Christine, située dans le bourg.

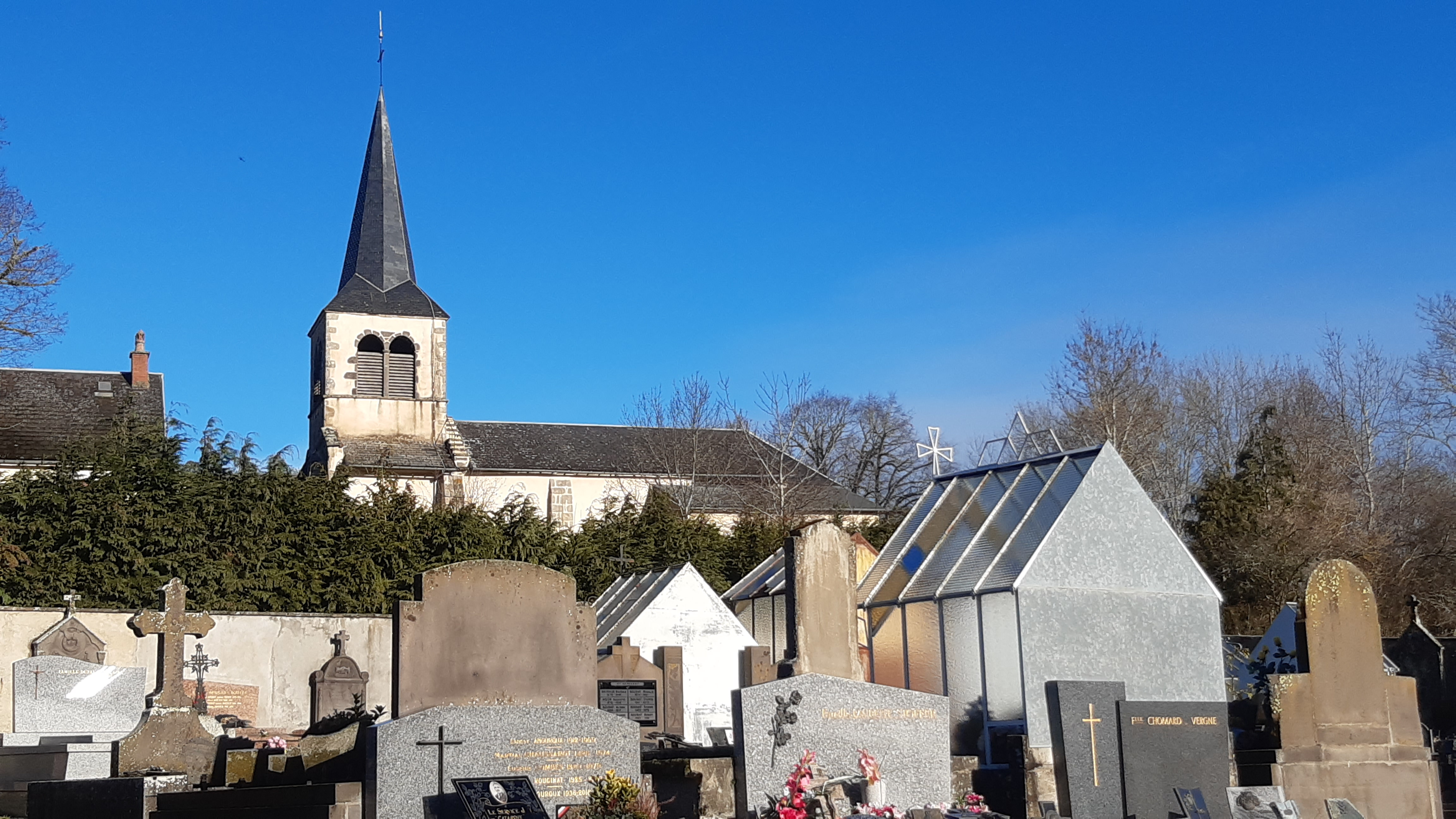
Le Bourg - Église Sainte Christine
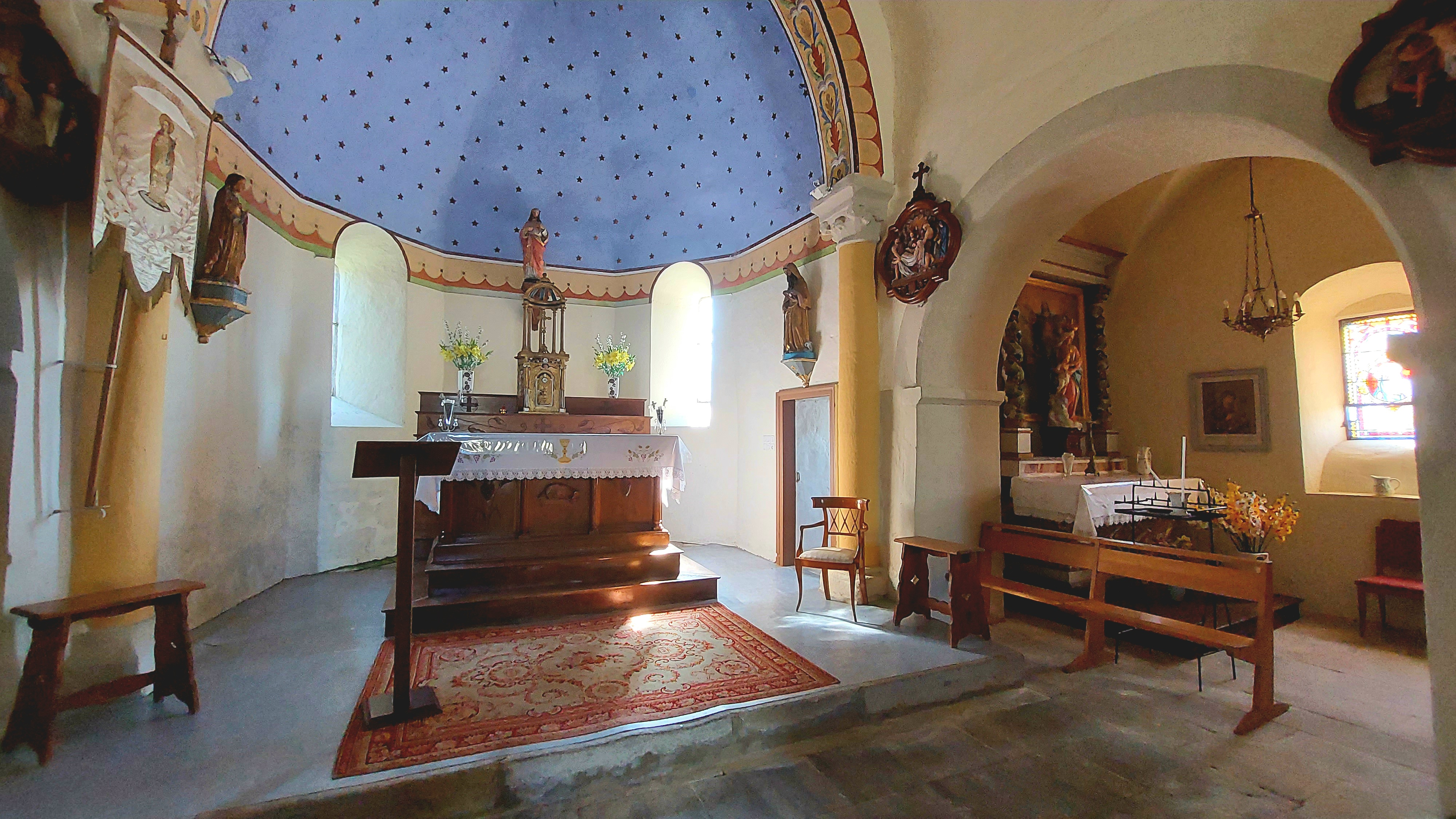
Autel de l'église Sainte-Christine
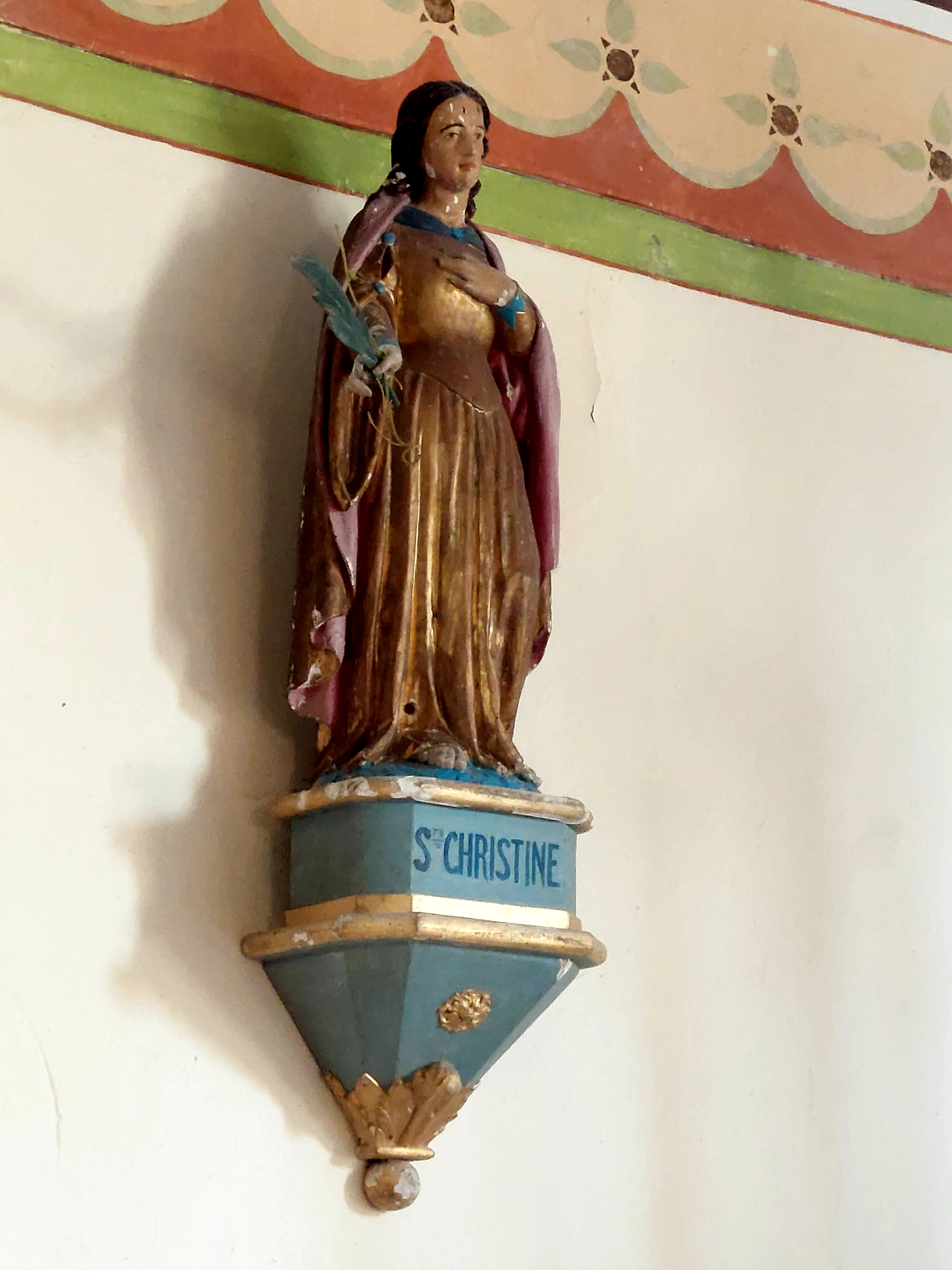
Statue de Sainte-Christine
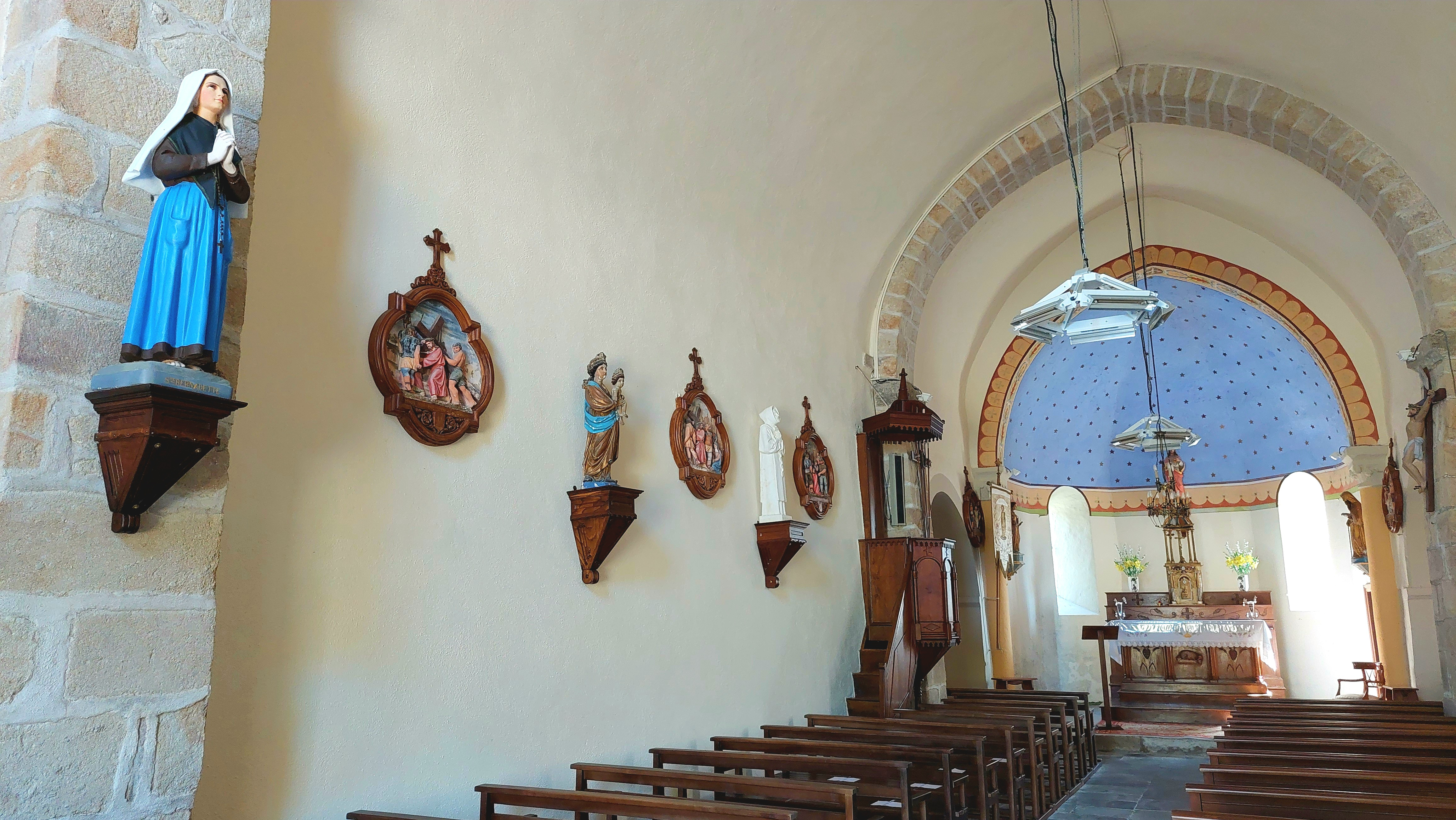
La nef et le chemin de Croix
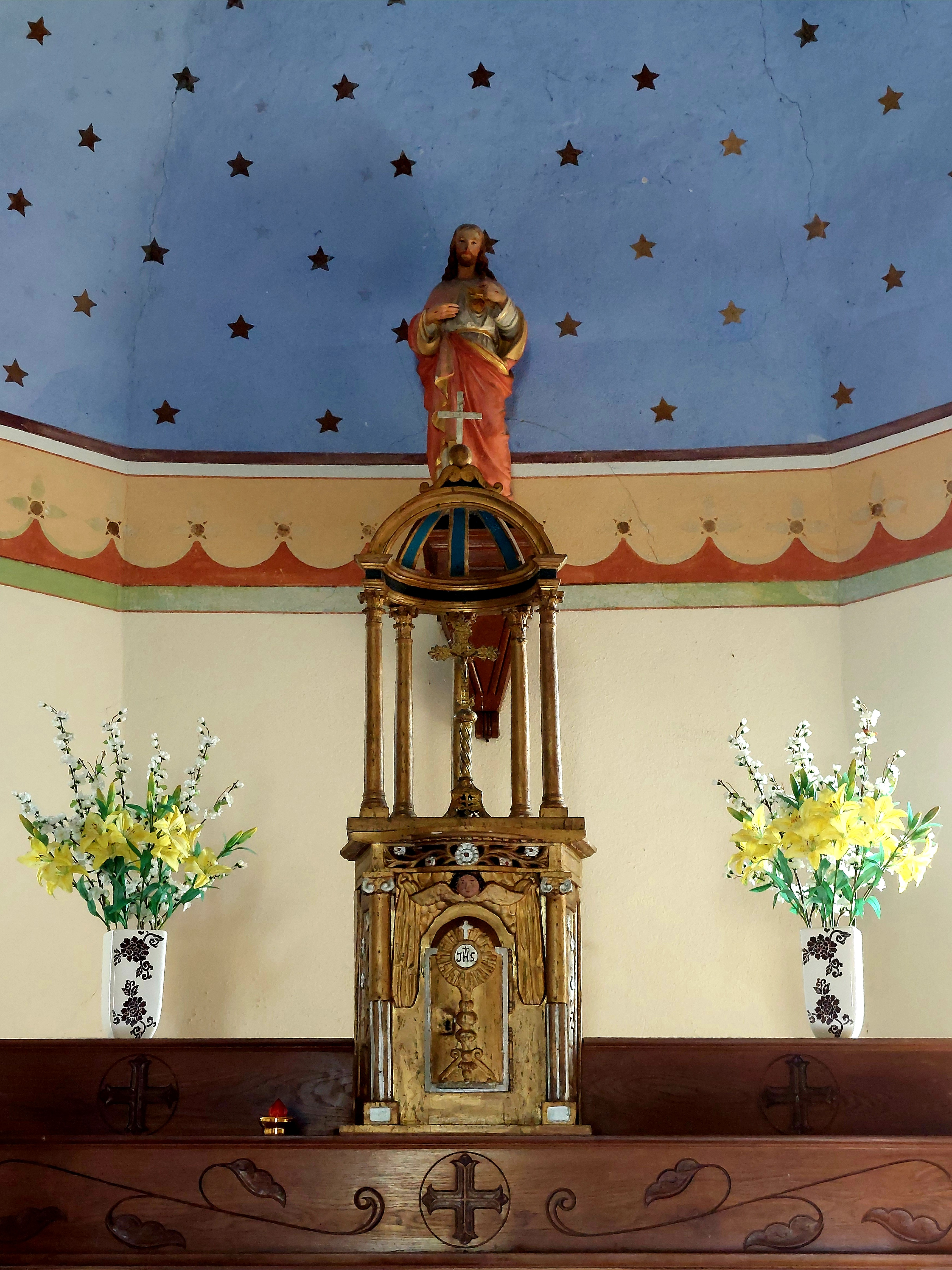
L'autel
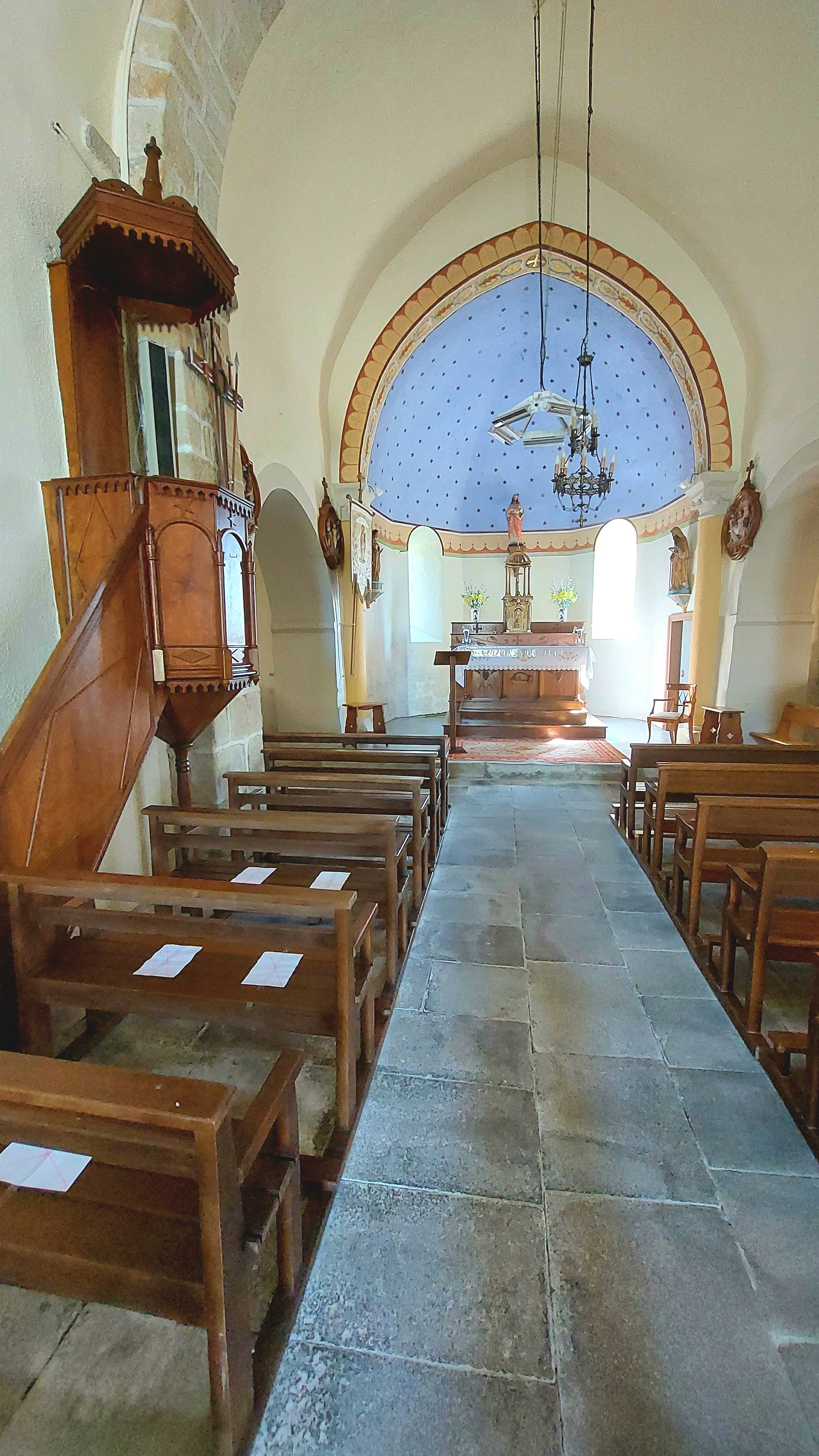
La nef
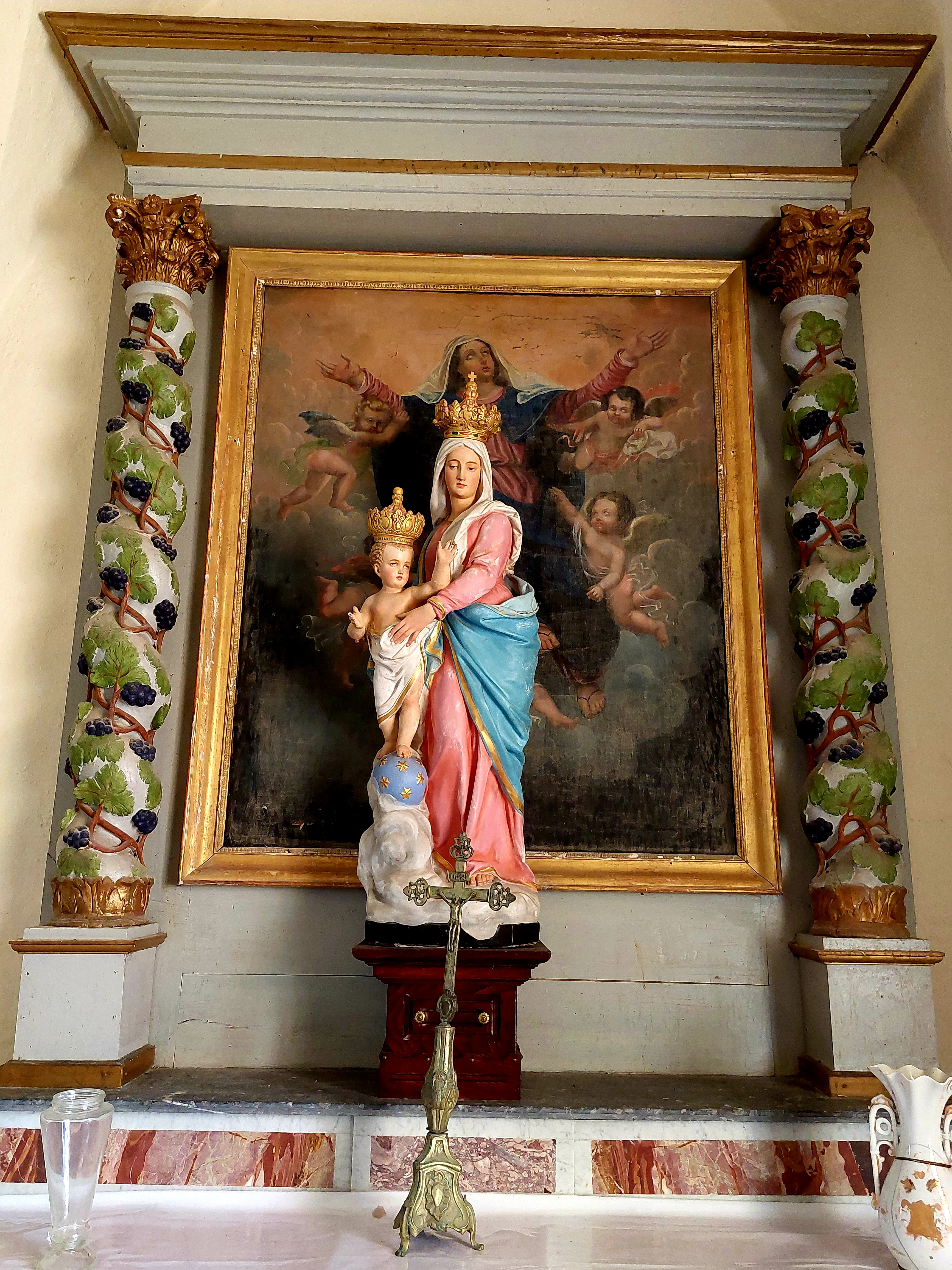
Chapelle latérale
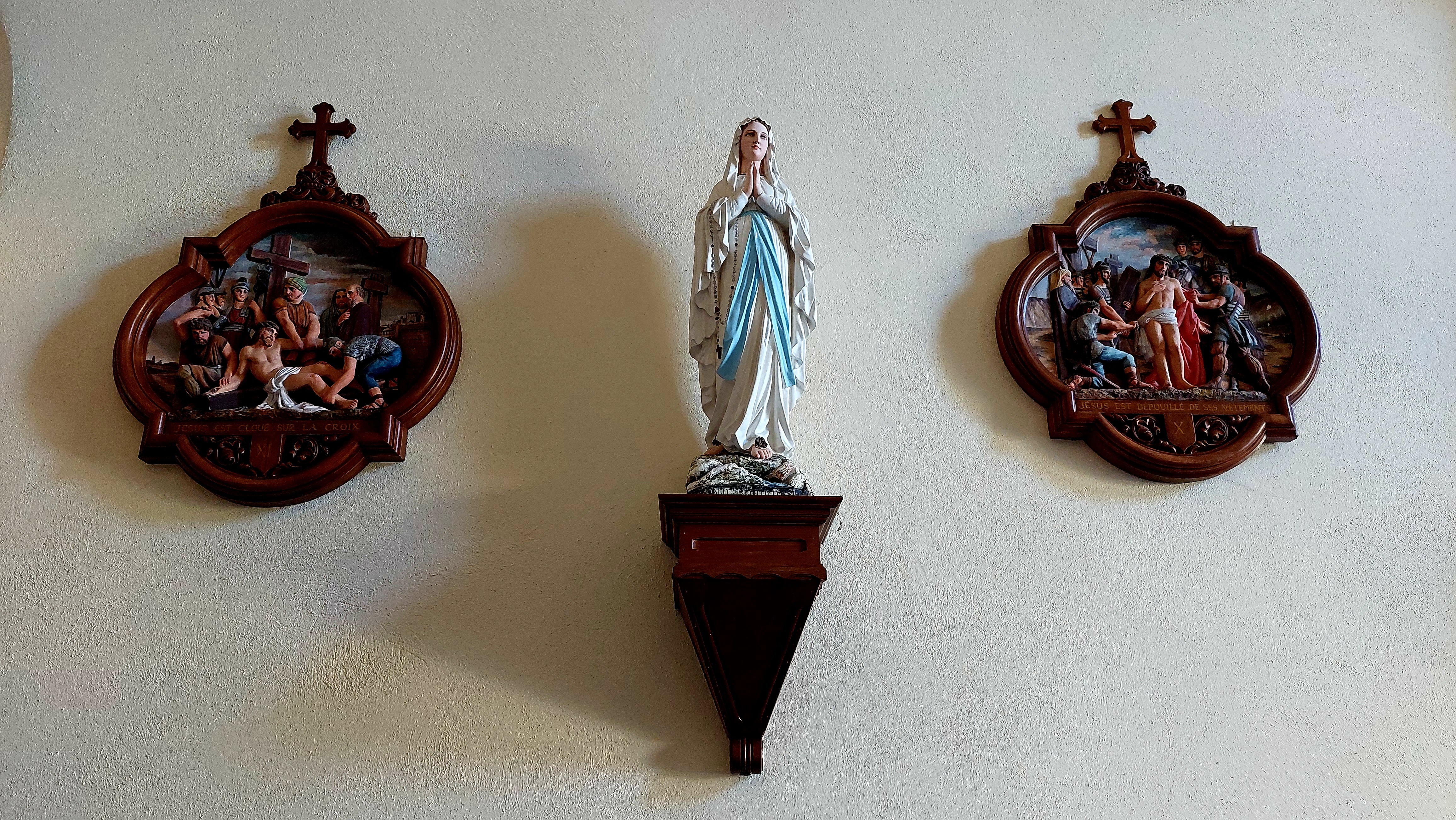
Vierge Marie et stations du Chemin de Croix

- Étang des Planches, autour duquel se déroule chaque année la Fête du Bois, généralement la troisième semaine de juillet[36].

Hameaux et points d'intérêt de Sainte-Christine
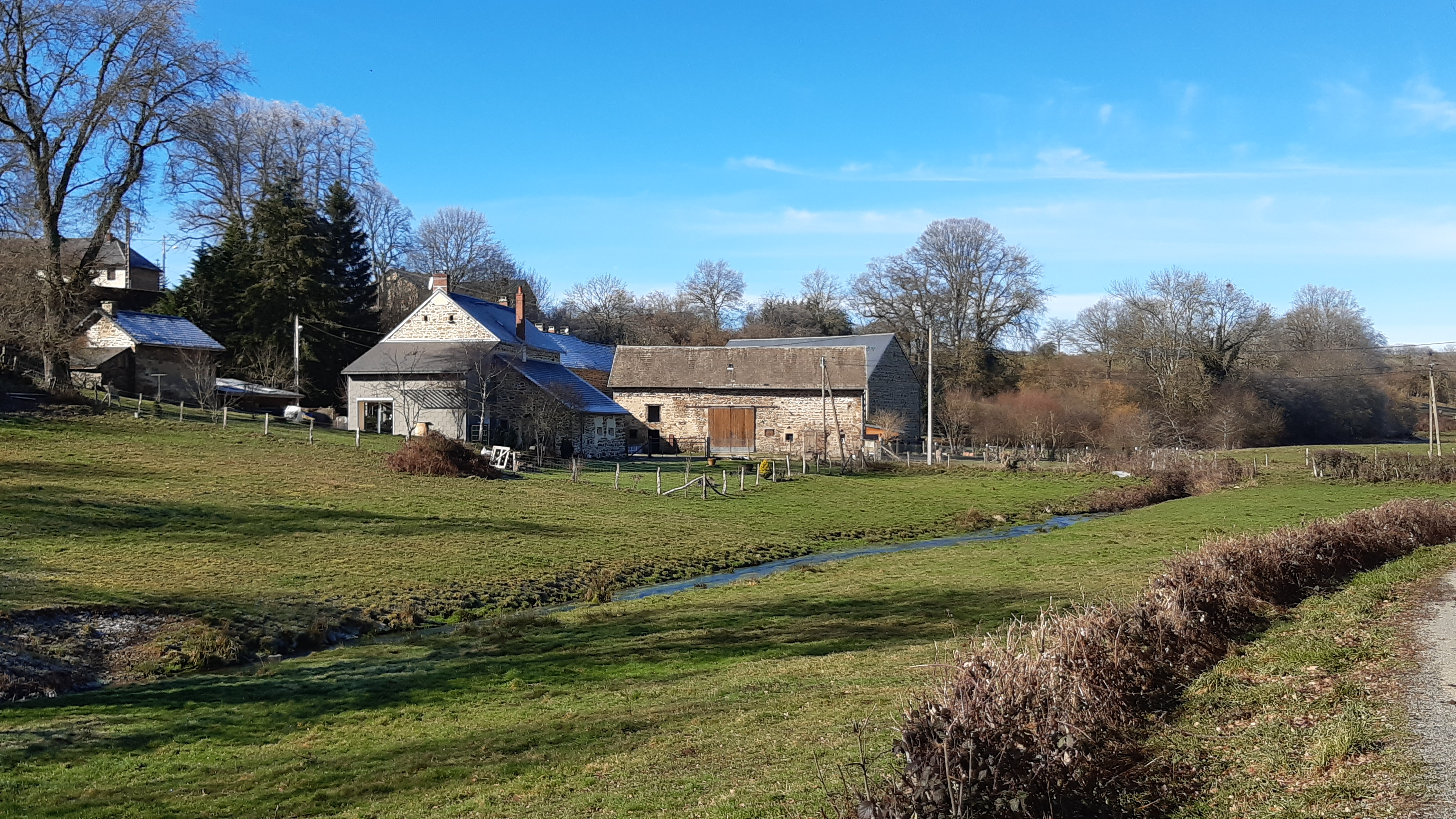
Le Bourg
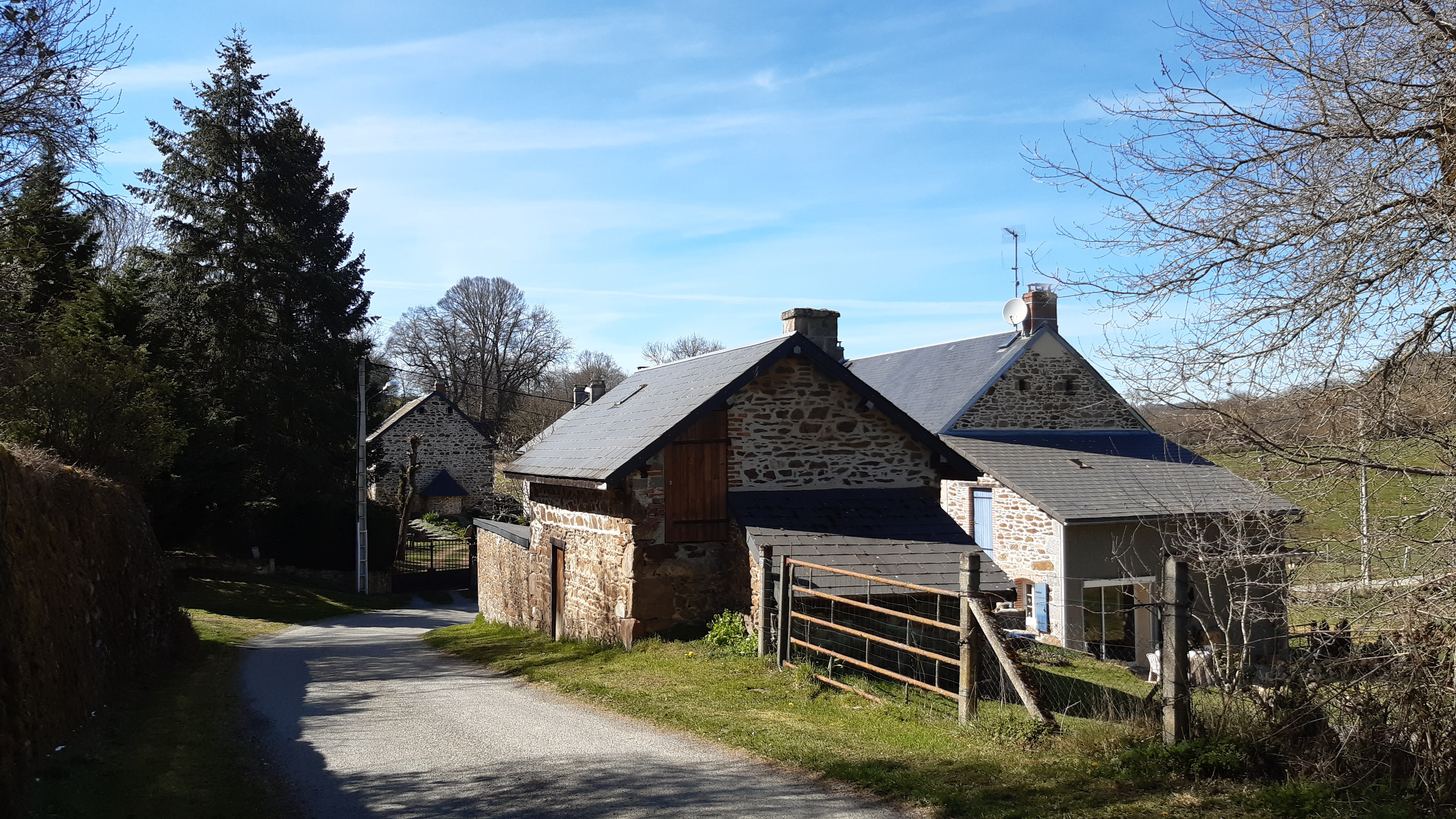
Le bourg
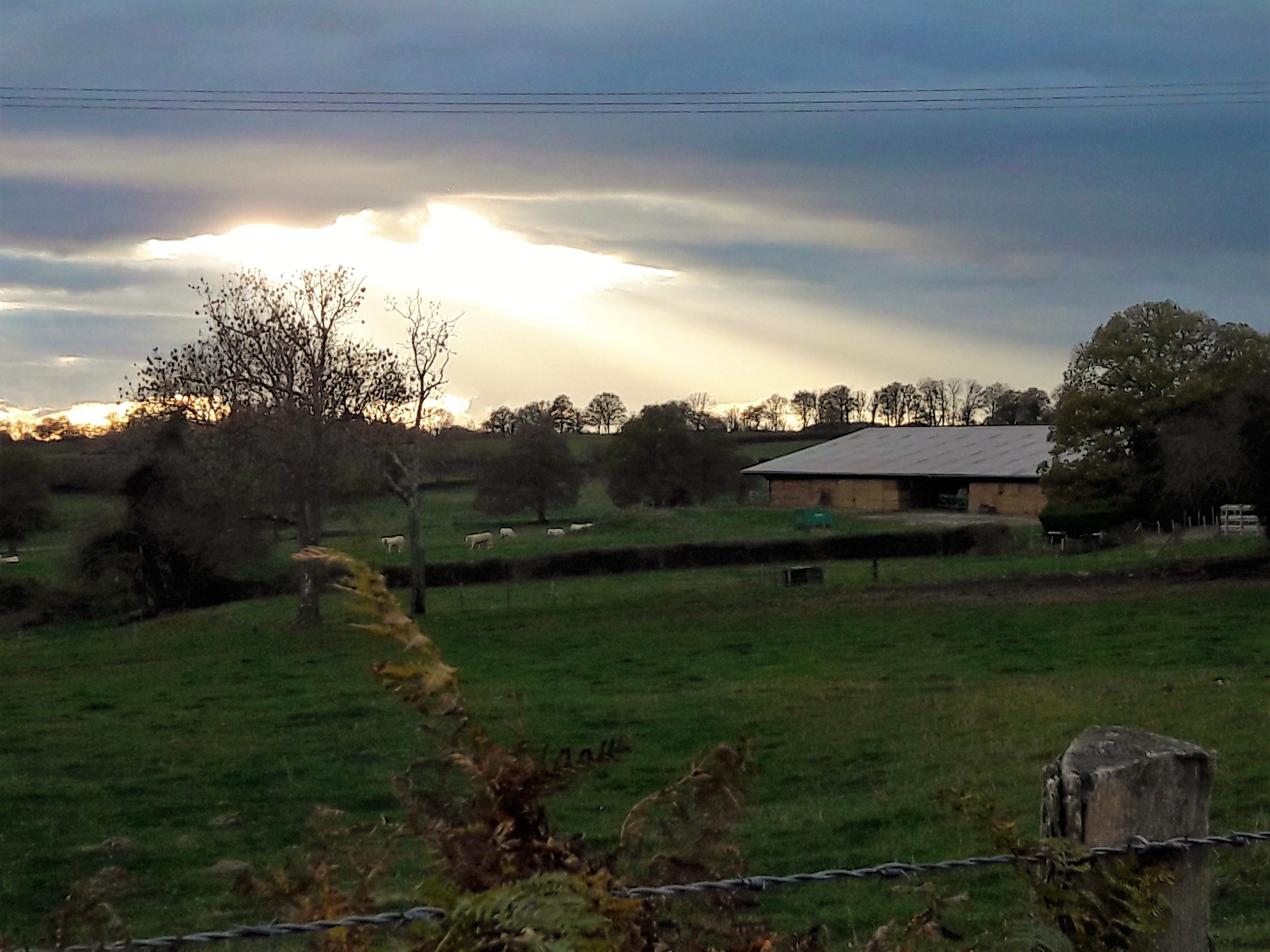
Hameau de Barbouly
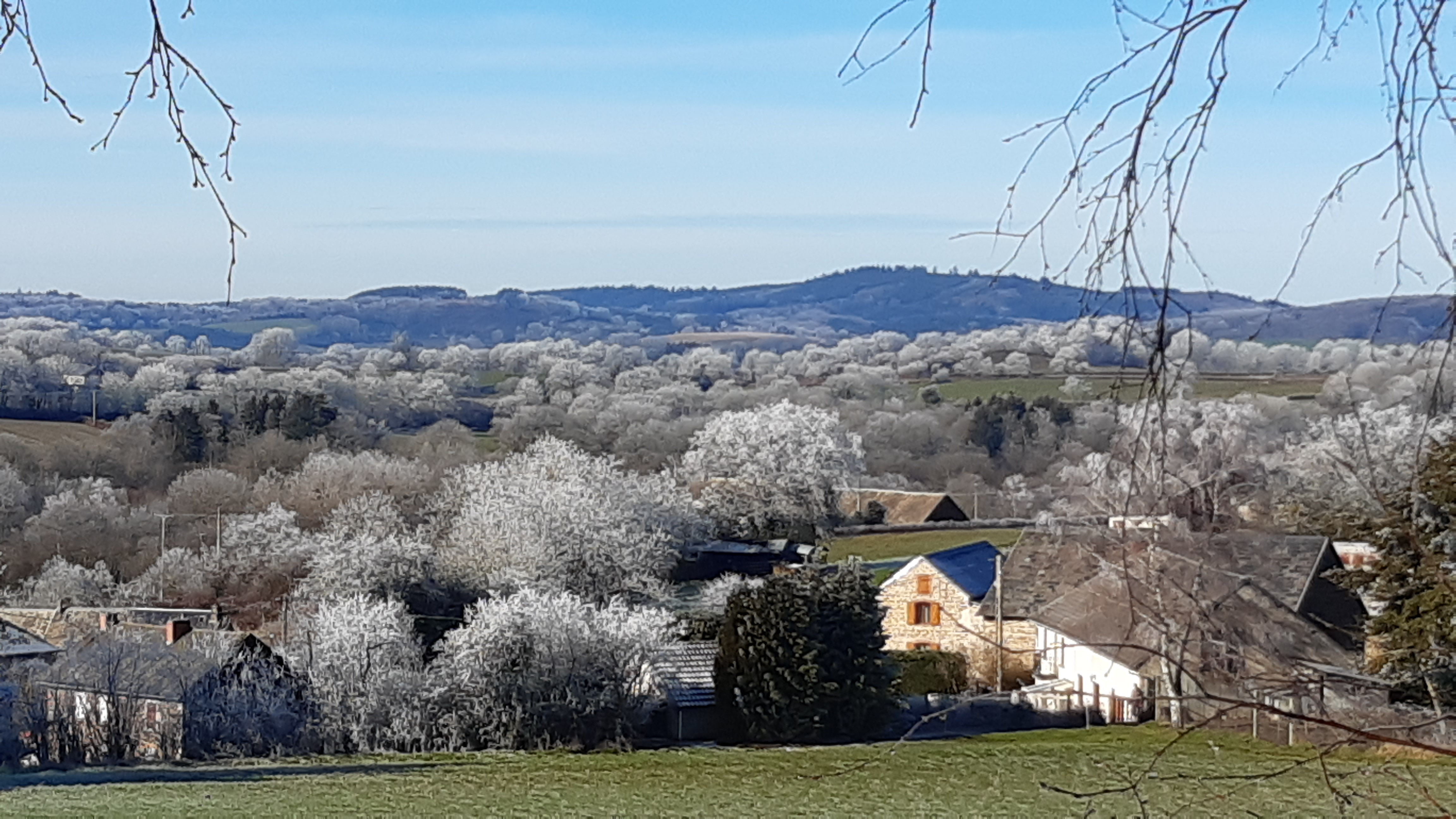
Hameau de Garde
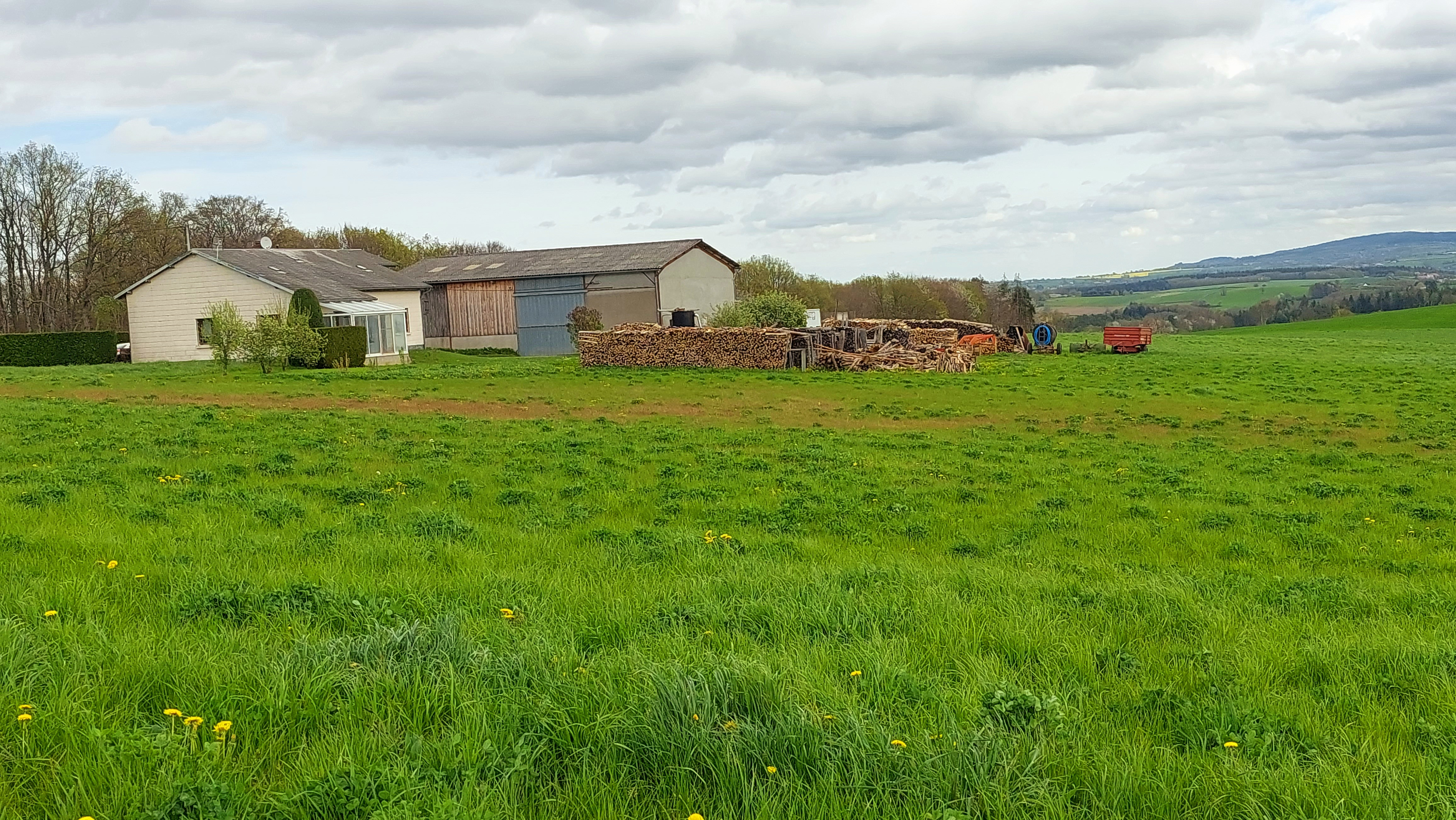
Lieu-dit Gouzinat
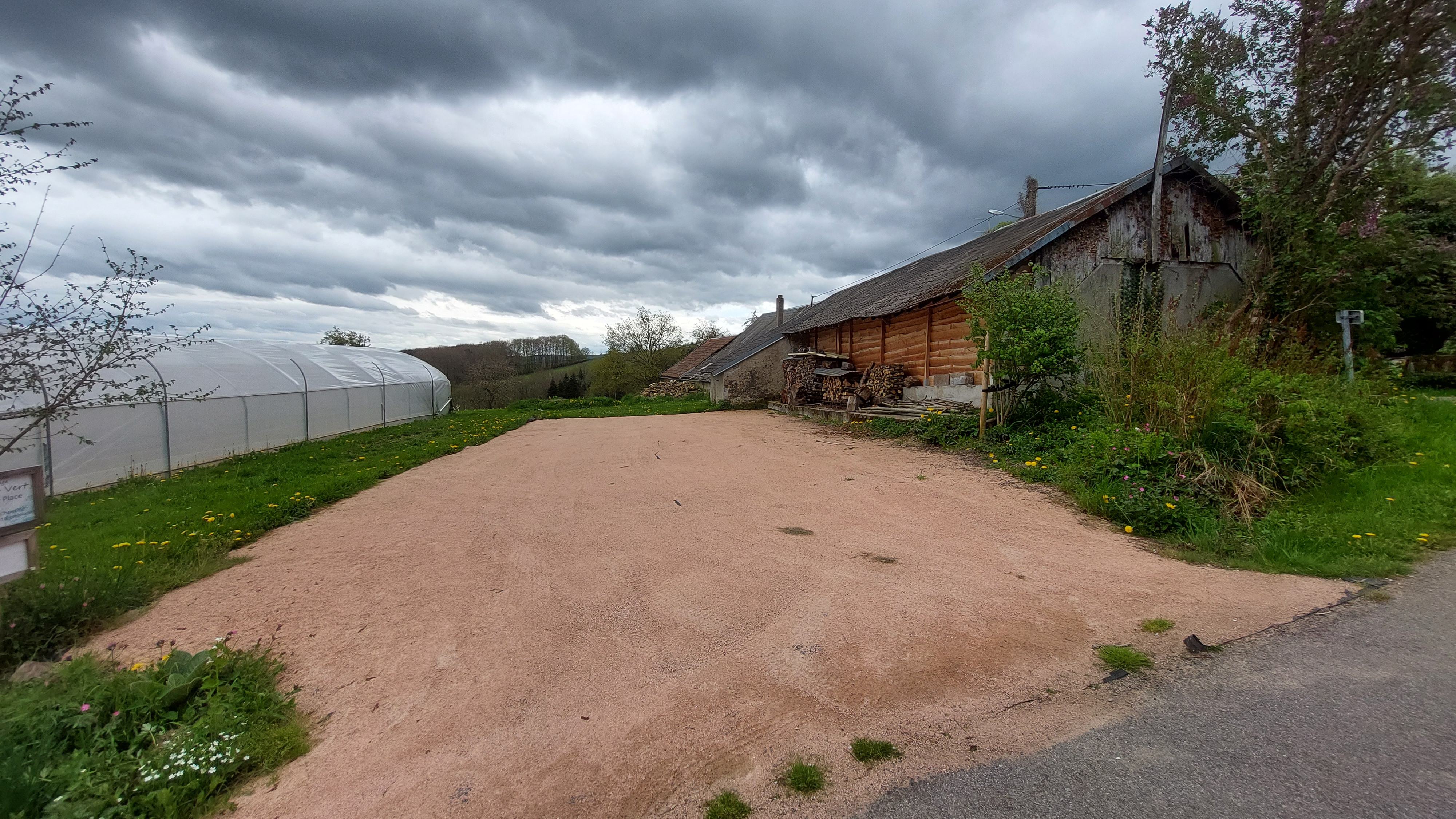
Lieu-dit Loutre
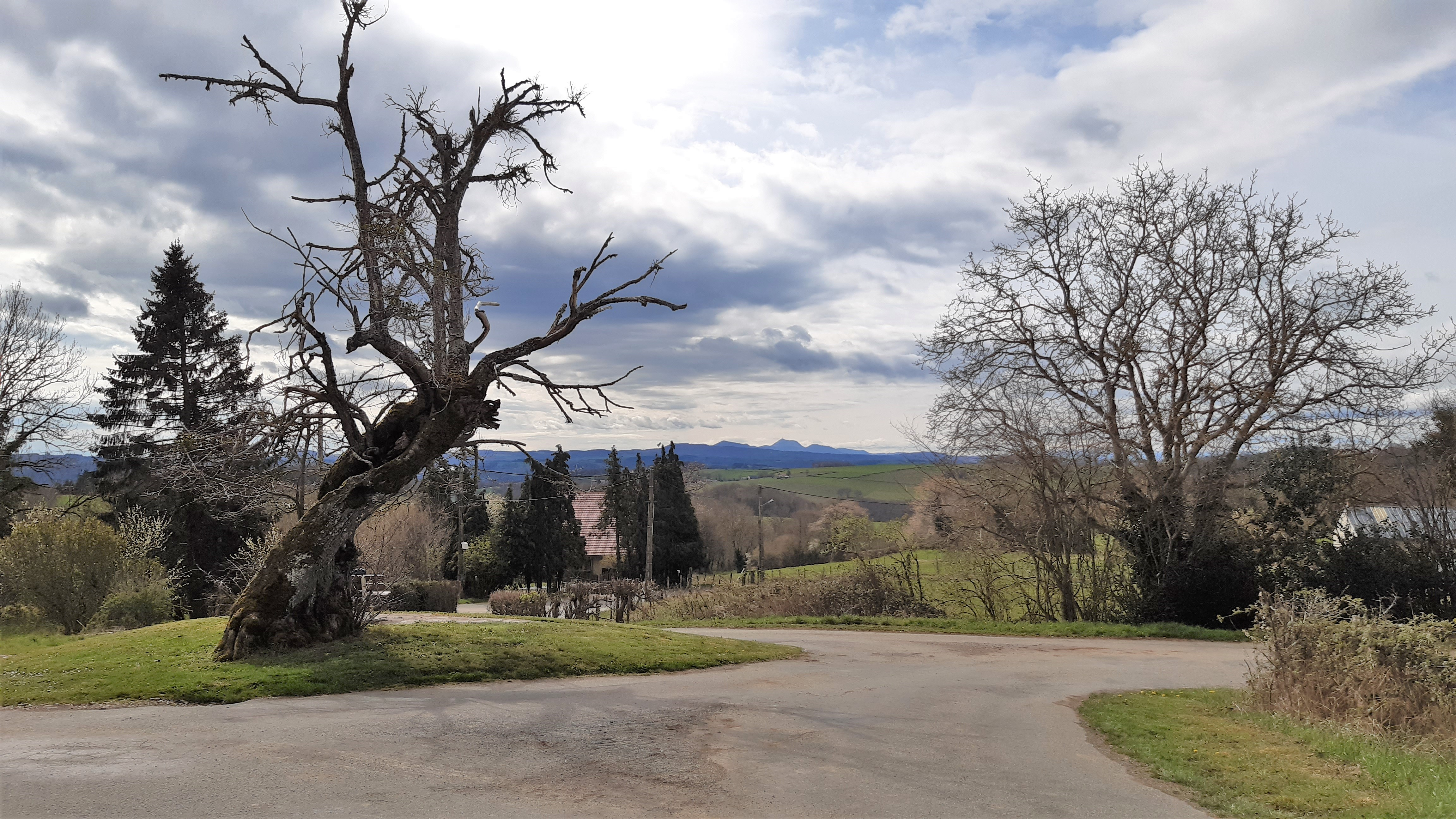
Hameau de Miallet et son tilleul
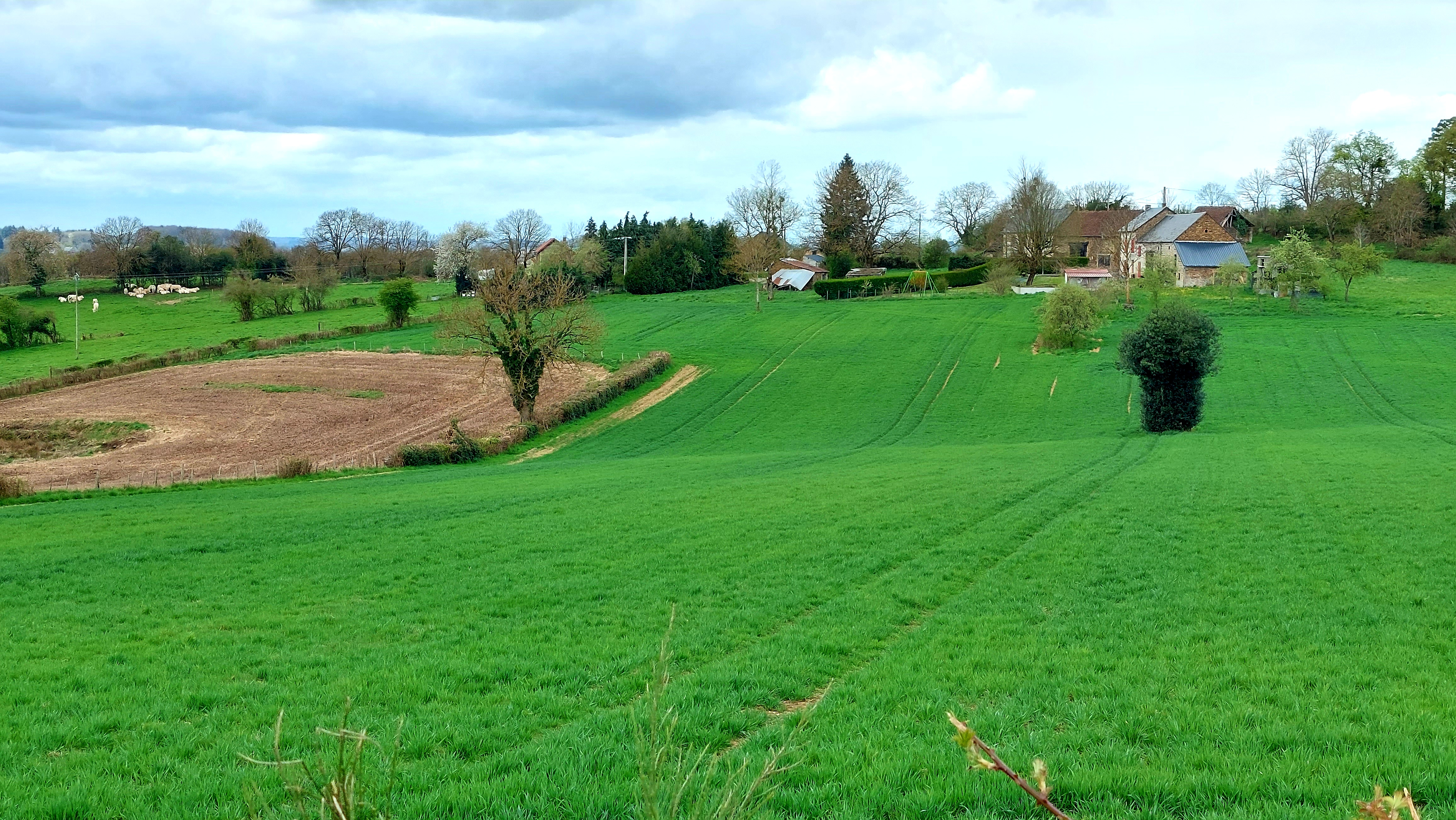
Hameau de Miallet
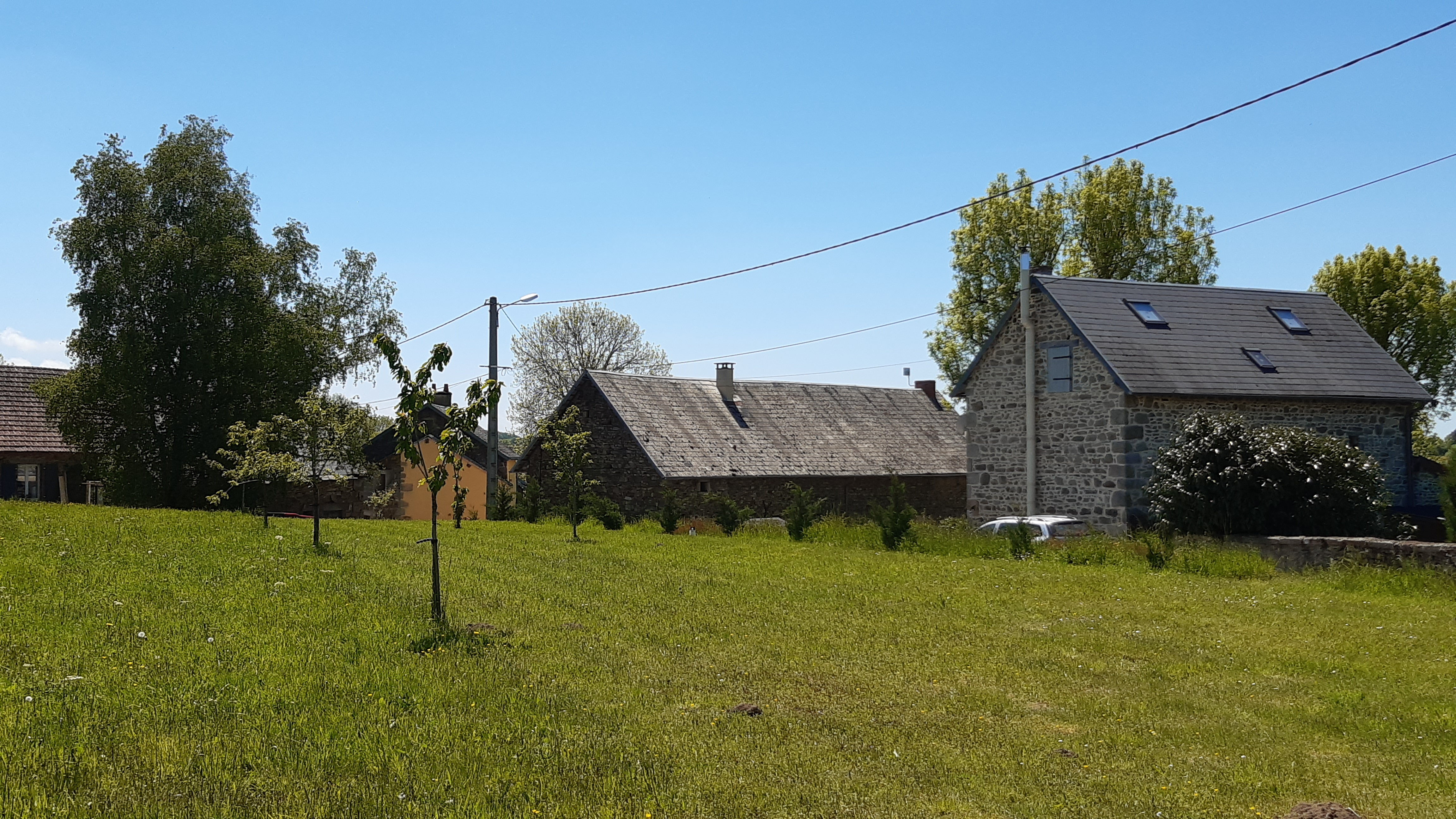
Hameau des Sandes
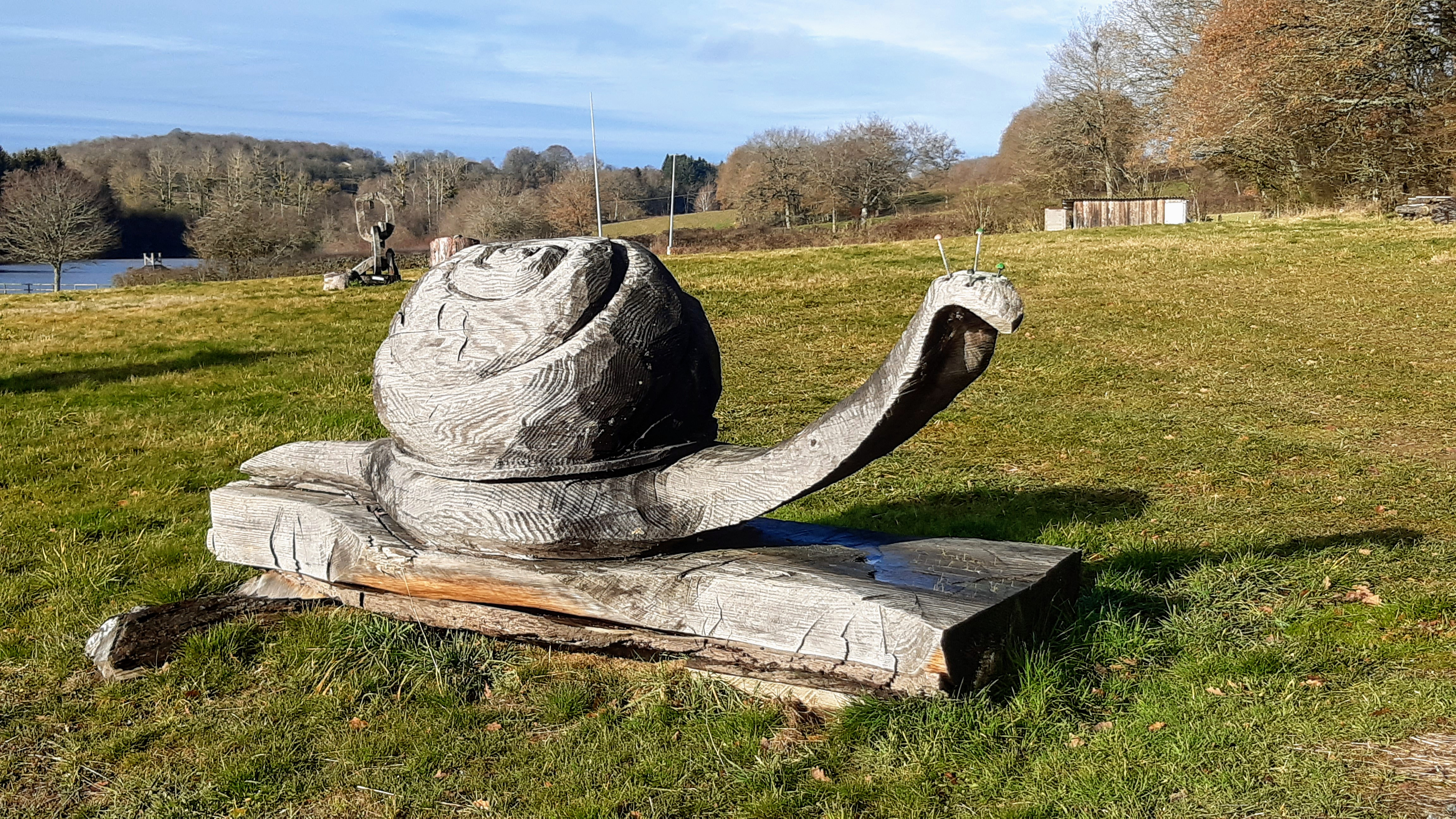
Étang des Planches - Sculpture de la Fête du Bois
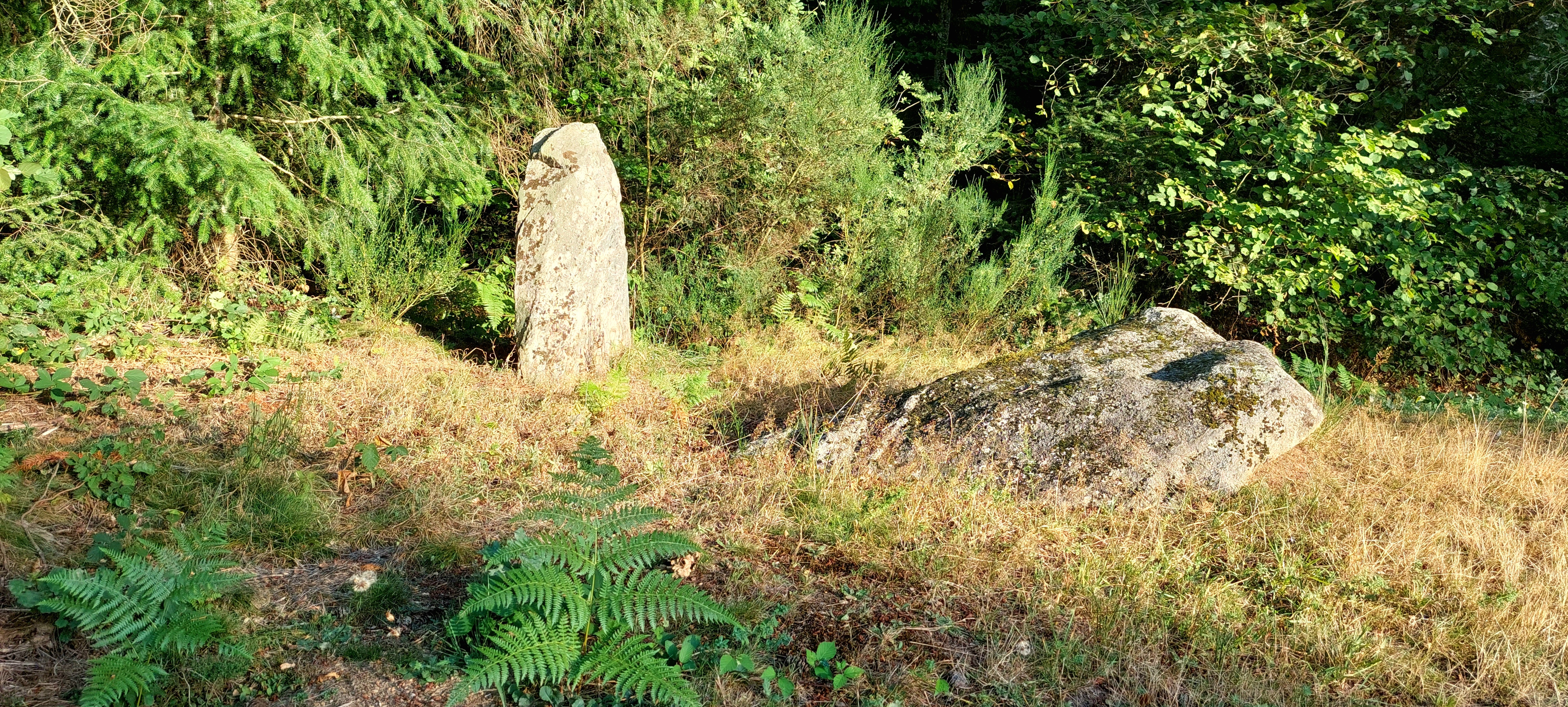
Les 2 menhirs de Barbouly
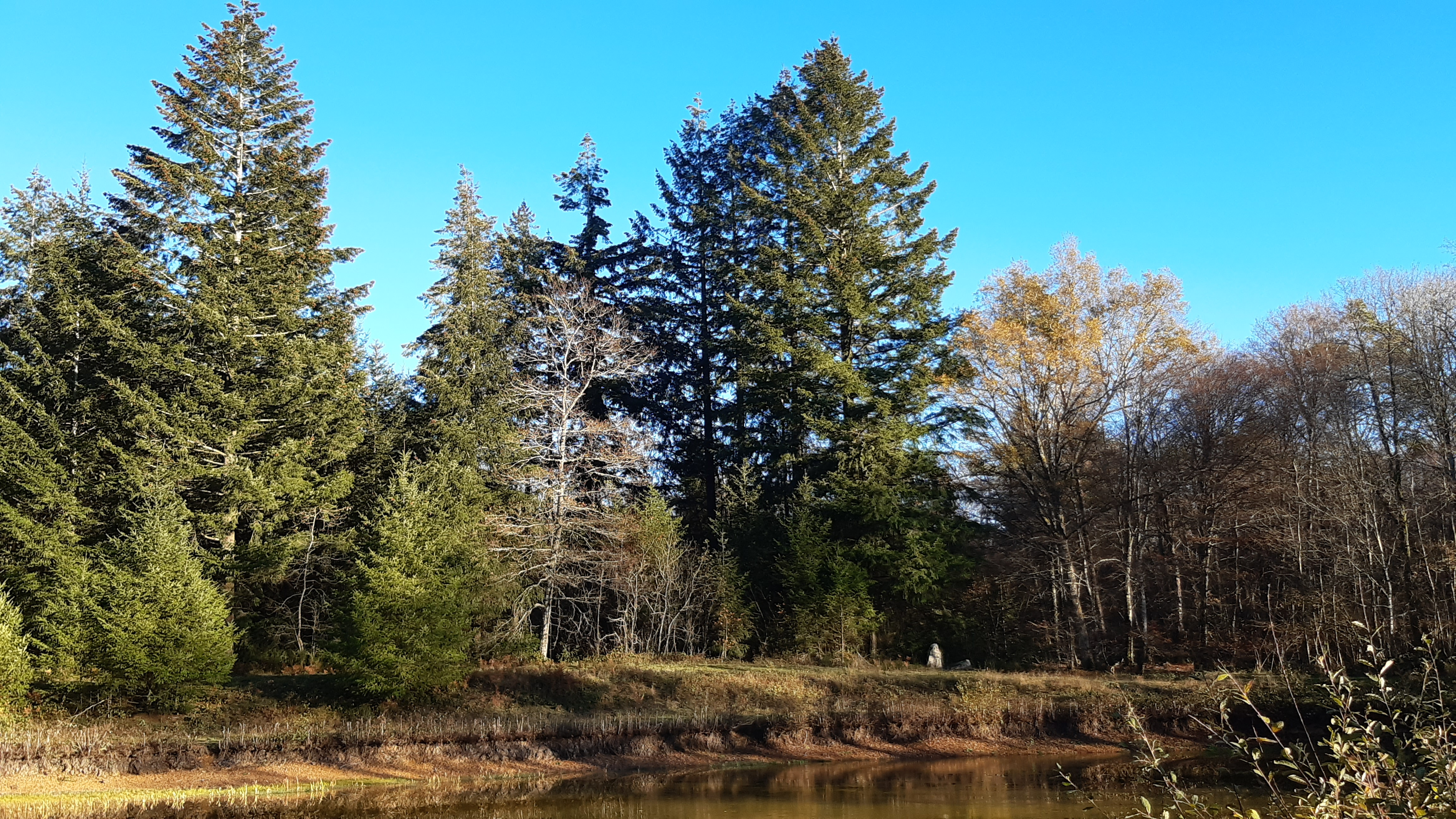
Menhirs de Barbouly - au fond à droite

### Personnalités liées à la commune
Le chanteur Ricet Barrier, décédé le 20 mai 2011, habitait le hameau de Montaligère qu'il affectionnait particulièrement. Il a d'ailleurs écrit l'un de ses titres qui est lié au site : « Les dahlias de Montaligère ».